# Caron et Guay de Charlesbourg
Le Caron et Guay de Charlesbourg est une équipe de hockey sur glace ayant évolué dans la Ligue semi-professionnelle du Québec.

## Historique
L'équipe a été créée en 1999 après le déménagement des As de Québec, elle s'installa d'abord à Beaupré, en banlieue de Québec pour deux saisons, puis prit la direction de Charlesbourg en 2001 où elle reste jusqu'en 2002. À l'automne 2002, l'équipe se dirige vers l'Aréna Marcel-Bédard de Beauport avant d'être vendue, en 2003, et transférée pour devenir le Radio X de Québec.

### Autres noms du club
- Voyageurs de Vanier. 1996-1997.
- As de Québec 1997 à 1999.
- Caron & Guay de Beaupré 1999-2001.
- Caron & Guay de Charlesbourg 2001 à 2002.
- Caron & Guay de Beauport 2002 à 2003.
- Radio X de Québec 2003 à 2008.
- Lois Jeans de Pont-Rouge 2008 à 2010

### Saisons en LNAH
Note: PJ : parties jouées, V : victoires, D : défaites, N : matchs nuls, DP : défaite en prolongation, DF : défaite en fusillade, Pts : Points, BP : buts pour, BC : buts contre, Pun : minutes de pénalité
| Saison  | PJ | V  | D  | N | DP | Pts | Classement                | Séries éliminatoires |
| ------- | -- | -- | -- | - | -- | --- | ------------------------- | -------------------- |
| 1999-00 | 38 | 12 | 24 | 2 | 0  | 26  | 6e place, division LHSPQB | éliminé en 1er ronde |
| 2000-01 | 44 | 15 | 24 | 3 | 2  | 35  | 7e place, division LHSPQE | hors des séries      |
| 2001-02 | 44 | 23 | 16 | 3 | 2  | 51  | 3e place, division LHSPQO | éliminé en 2e ronde  |
| 2002-03 | 52 | 16 | 32 | 3 | 1  | 36  | 7e place, division Ouest  | éliminé en 1er ronde |